# Dinteville
Dinteville is een gemeente in het Franse departement Haute-Marne (regio Grand Est) en telt 55 inwoners (2009). De plaats maakt deel uit van het arrondissement Chaumont.

## Geografie
De oppervlakte van Dinteville bedraagt 15,2 km², de bevolkingsdichtheid is dus 3,6 inwoners per km².
De onderstaande kaart toont de ligging van Dinteville met de belangrijkste infrastructuur en aangrenzende gemeenten.

## Demografie
Onderstaande figuur toont het verloop van het inwonertal (bron: INSEE-tellingen).